# Поварницын, Рудольф Павлович
Рудо́льф Па́влович Поварни́цын (род. 13 июня 1962, Воткинск, Удмуртская АССР) — советский легкоатлет, выступавший в прыжках в высоту. Его лучшим достижением является бронзовая медаль на летних Олимпийских играх 1988 года в Сеуле.
Поварницын — первый человек в мире, который взял высоту 2 м 40 см.

## Биография
Это произошло в полуфинальных соревнованиях на Кубок СССР в Донецке. Рекорд Рудольфа уникален тем, что его личный лучший результат до соревнований в Донецке составлял всего лишь 2 м 26 см[уточнить].

### Образование
В 1985 году Рудольф Поварницын поступил в КГИФК.

### После спорта
После чемпионата мира 1991 года ещё полный сил 29-летний Рудольф Поварницын ушёл из спорта и занялся бизнесом.
Проживает на Украине[уточнить].

#### Политическая деятельность
В мае 2009 года вошёл в политсовет украинского «Союза Левых Сил».
В марте 2010 года на пленуме избран инструктором ЦК Ленинского Комсомола Украины по спорту.

## Семья
- Дочь (род. 1985)[4].

## Интересные факты
У Поварницына хранится флаг, под которым сборная СССР последний раз выступала на Олимпийских играх в Сеуле в 1988 году. В интервью 2009 года высказал желание подарить его тогдашнему премьер-министру России Владимиру Путину.

## Результаты
- в скобках указан возраст

| Год       | Результат    |
| --------- | ------------ |
| 1976 (14) | 1,50         |
| 1977 (15) | 1,80         |
| 1978 (16) | 1,90         |
| 1979 (17) | 2,06         |
| 1980 (18) | 2,12         |
| 1981 (19) | 2,15         |
| 1982 (20) | 2,18         |
| 1983 (21) | 2,22         |
| 1984 (22) | 2,21         |
| 1985 (23) | 2,40 WR*, NR |
| 1986 (24) | 2,27         |

### Соревнования
квалификация
| Год             | Соревнование                   | Город           | Дата            | Результат       | Место           | Видео           |
| Прыжки в высоту | Прыжки в высоту                | Прыжки в высоту | Прыжки в высоту | Прыжки в высоту | Прыжки в высоту | Прыжки в высоту |
| --------------- | ------------------------------ | --------------- | --------------- | --------------- | --------------- | --------------- |
| 1987            | Универсиада                    | Загреб          | 18 июля         | 2,20 Q          | [уточнить]      |                 |
| 1987            | Универсиада                    | Загреб          | 19 июля         | 2,27            | 4               |                 |
| 1988            | Летние Олимпийские игры        | Сеул            | 24 сентября     | 2,25 q          | 9 (группа B)    |                 |
| 1988            | Летние Олимпийские игры        | Сеул            | 25 сентября     | 2,36            | III             |                 |
| 1989            | Универсиада                    | Дуйсбург        | 29 августа      | 2,20 Q          | 1 (группа B)    |                 |
| 1989            | Универсиада                    | Дуйсбург        | 30 августа      | 2,31            | III             |                 |
| 1990            | Чемпионат Европы (в помещении) | Глазго          | 4 марта         | 2,24            | 9               |                 |
| 1991            | Чемпионат мира                 | Токио           | 30 августа      | 2,27 q          | 8 (группа A)    |                 |
| 1991            | Чемпионат мира                 | Токио           | 1 сентября      | 2,24            | 13              |                 |

1. ↑  попытки: 2,05 –; 2,10	–; 2,15	–; 2,19	–o; 2,22	o; 2,25	o; 2,28 –
2. ↑  вместе с Робертом Руффини[англ.] (Чехословакия, группа A) и Брайаном Стэнтоном[англ.] (США, группа B)
3. ↑  попытки: 2,15 –; 2,20	o;	2,25 o;	2,28 o; 2,31 o; 2,34 o; 2,36 xo; 2,38 xxx
4. ↑  попытки: 2,15 –; 2,20	xo;	2,24 xo;	2,28 xx–; 2,31 x

| Год  | Соревнование                 | Город     | Дата          | Результат     | Место      |
| ---- | ---------------------------- | --------- | ------------- | ------------- | ---------- |
| 1985 | Чемпионат СССР               | Ленинград | 1—4 августа   | 2,25 PB Q     | [уточнить] |
| 1985 | Чемпионат СССР               | Ленинград | 1—4 августа   | 2,20          | 10—12      |
| 1985 | Кубок СССР (полуфинал)       | Донецк    | 11 августа    | 2,40 WR*, NR* | 1          |
| 1986 | Чемпионат СССР (в помещении) | Москва    | 6—8 февраля   | 2,24          | 5          |
| 1986 | Чемпионат США (в помещении)  | Нью-Йорк  |               | 2,20          | 5          |
| 1986 | Кубок СССР                   | Москва    |               | 2,27          | I          |
| 1988 | Чемпионат СССР (в помещении) | Волгоград | 10—12 февраля | 2,32          | II         |
| 1989 | Чемпионат СССР (в помещении) | Гомель    | 3—5 февраля   | 2,32          | II         |
| 1989 | 1989                         | Горький   | 21—24 июля    | 2,31          | I          |
| 1991 | Чемпионат СССР (в помещении) | Волгоград | 9—10 февраля  | 2,28          | III        |
| 1991 | Спартакиада                  | Киев      | 10—13 июля    | 2,29          | III        |

1. ↑  вместе с Валерием Середой и Владимиром Граненковым

| Год  | Матч                | Город | Дата           | Результат | Место | Видео |
| ---- | ------------------- | ----- | -------------- | --------- | ----- | ----- |
| 1985 | СССР — США — Япония | Токио | 21—22 сентября | NM 2,15   | —     |       |

1. ↑  начальная высота была выше запрошеной[12]

### Рекорд
Когда 16 июня 1978 Владимир Ященко установил в Тбилиси мировой рекорд 2,34, Владимир Киба был там четвёртым с 2,22. Вскоре Киба в интервью на украинском телевидении сказал, что собирается через несколько лет прыгать (какой бы тогда ни был рекорд) на 2,35. Это сделать он не смог, его лучший результат остался 2,25. Через семь лет в полуфинальных соревнованиях на Кубок СССР в Донецке его ученик Рудольф Поварницын взял с третьей попытки сперва 2,35 (рекорд Украины), а затем, пропустив рекорд Европы (2,38), взял, тоже с третьей попытки, 2,40. Через 24 дня на Универсиаде в Кобе
рекорд мира, Европы и СССР побил на 1 сантиметр Игорь Паклин. Рекорд Украины побил в 2013 году Богдан Бондаренко.
| Рекорд | Город  | Дата            | Попытки (всего 13) | Попытки (всего 13) | Попытки (всего 13) | Попытки (всего 13) | Попытки (всего 13) | Попытки (всего 13) | Попытки (всего 13) | Попытки (всего 13) | Попытки (всего 13) |
| Рекорд | Город  | Дата            | 2,13               | 2,16               | 2,19               | 2.22               | 2,25               | 2,29 [уточнить]    | 2,32               | 2,35               | 2,40               |
| ------ | ------ | --------------- | ------------------ | ------------------ | ------------------ | ------------------ | ------------------ | ------------------ | ------------------ | ------------------ | ------------------ |
| 2,40   | Донецк | 11 августа 1985 | o                  | o                  | o                  | o                  | o PB               | o PB               | o PB               | xxo NR*            | xxo                |

1. ↑  228см – а нас в секторе ещё 6 человек, 232см – трое, 235см – прыгнул я один…[4]